# Femstöt
Femstöt (engelska Five Card Stud) är ett pokerspel. I femstöt får varje spelare upp till fem kort var (därav namnet) varav ett är mörkt och fyra öppna. Alla kort delas dock inte ut på en gång. Istället delas ett kort i taget ut (första gången ges dock två kort) med satsningsrundor mellan varje utdelning. Inga gemensamma kort förekommer. Femstöt är den ursprungliga varianten i en hel grupp av pokerspel som kallas stötpoker, och därför kan "stötpoker" också beteckna just detta spel. Nutidens mest spelade stötpokerspel är dock sjustöt, där varje spelare får upp till sju kort. 
Femstöt är ett pokerspel för 2 till 10 deltagare. Olika satsningsstrukturer används i femstöt: straight limit, spread limit, pottlimit, no limit. Reglerna nedan utgår från straight limit då detta är enklast att lära sig först. Läs i artiklarna om de andra satsningsstrukturerna hur man anpassar reglerna i dessa fall. Vi antar också för enkelhetens skull att limitarna är 1 respektive 2 kr. Straight limit innebär att satsningar och höjningar måste ske i fasta steg, i vårt exempel i steg om 1 respektive 2 kronor. Totalt antal satsningsrundor är (max) 4 per giv, och högsta antalet tillåtna höjningar per satsningsrunda är 3 (så länge minst 3 personer återstår). Ett lämpligt inköpsbelopp i straight limit 1-2 kr kan vara 50 kr, eller kanske mellan 50 och 100 kr om deltagarna är omkring 10 st eller ännu fler. Nybörjare behöver större startkapital än experter. Man kan komma överens om att alla köper in sig för samma belopp. För att kunna ta till sig reglerna förutsätts läsaren känna till allmänna pokerregler (se artiklarna poker, satsningsrunda, pokerhand och visning). 

## Spelets gång
- Varje omgång börjar med att given blandar och delar ut ett mörkt kort till var och en. Alla tittar på sitt kort, lägger det på minnet och placerar det sen framför sig med baksidan upp. (Om man senare glömmer bort vilket mörkt kort man hade är det naturligtvis tillåtet att titta på det igen, men det är kutym att man inte sitter med kortet på hand genom hela given.) Sedan ger given ytterligare ett kort till var och en, men denna gången läggs det öppet vid sidan av det mörka. Alla har nu två kort och alla kan se det ena av de andras båda kort.

- Första satsningsrundan börjar med att den som sitter med det lägsta öppna kortet (dvs lägst valör) betalar en tvångsinsats som kallas bring-in, som i detta exempel är på 1 kr. Detta belopp är som en påtvingad öppning, så det går inte att checka i första rundan. Nästa spelare i tur måste lägga sig, syna eller höja till 2 kr. Om flera personer får samma lägsta valör ska den som sitter närmast till vänster om knappen betala bring-in. När det handlar om att avgöra vem som ska betala bring-in räknas alltid ess som högst.

- Given delar ut ytterligare ett öppet kort till alla som är kvar i spel. Alla har nu tre kort varav två är synliga för övriga spelare.

- I andra satsningsrundan ska den som för tillfället har högsta synliga hand tala först (påbörja budgivningen). Från och med denna satsningsrunda är det tillåtet att checka så länge ingen annan har öppnat. Med "högsta synliga hand" menas den högsta tvåkortshanden, de mörka korten saknar betydelse. Par slår alltså alla kort av spridda valörer. Högsta möjliga är då AA, medan lägsta möjliga är 22. Enligt limitarna i detta exempel kostar det 1 kr att öppna i andra rundan. Eventuella höjningar efter det måste ske stegvis till 2, 3 respektive 4 kr.

- Given delar ut ännu ett öppet kort till alla som är kvar i spel. Alla har nu fyra kort varav tre är synliga för övriga spelare.

- Tredje satsningsrundan. Den som har högsta synliga trekortshand talar först. Beloppen är från och med denna runda dubblerade. Det kostar 2 kr att öppna och eventuella höjningar därefter måste ske stegvis till 4, 6 respektive 8 kr.

- Given delar ut ett sista öppet kort till alla som är kvar i spel. Alla som inte har lagt sig har nu fem kort varav fyra är synliga för övriga spelare.

- Fjärde och sista satsningsrundan. Den som har högsta synliga fyrkortshand talar först. Beloppen är samma som i tredje rundan.

- Visning. Man visar helt enkelt genom att vända upp sitt mörka kort så att hela pokerhanden på fem kort blir synlig. Den som visar högst handen vinner potten. Om flera personer skulle visa exakt lika bra händer delas potten lika mellan dessa.

## Allmänt
När man avgör vem som ska tala först i andra, tredje och fjärde rundan genom att titta på vem som har högst synlig hand gäller den vanliga rangordningen av pokerhänder. Men observera att stege, färg, kåk och färgstege aldrig kan räknas eftersom dessa kräver fem kort. 
Som alltid i poker gäller att man kan inte bli utdriven ur en giv p.g.a. att man inte har tillräckligt med marker för att syna en satsning eller höjning. När detta inträffar kallas det att man går all-in och regeln om sidopotter används. 
När man beskriver limitarna som "Femstöt X-Y kr" står X alltid för den lägre limiten och Y för den högre. X kallas även för en "liten bet" och Y för en "stor bet". Y är normalt dubbelt så stor som X. Storleken på bring-in är normalt samma som X. I straight limit-spel anger talen X och Y i hur stora belopp satsningarna och höjningarna måste göras. X gäller alltid i de två första rundorna och Y i de två sista. I pottlimit och no-limit står X och Y istället för minsta tillåtna öppning i respektive satsningsrundor.

## Varianter
I första rundan är det spelaren med högsta synliga kort, i stället för lägsta, som betalar bring-in. Denna regel är den ursprungliga men numera mindre vanlig. 
Om flera spelare har lika låga öppna kort ska färgen på korten avgöra vem som betalar bring-in, och inte vem som sitter närmast knappen. I detta avseende är rangordningen av färgerna från lägsta till högsta: klöver, ruter, hjärter, spader. Som i all poker har dock färgerna aldrig någon rangordning när man jämför händer vid visningen. 
Ganska vanligt är att spela med både ante och bring-in. Anten bör vara låg i förhållande till bring-in. Om man är åtta personer som spelar med limitarna 10-20 kr kan 1 kr ante räcka. 
Enligt en regel får den som talar först i andra rundan välja att öppna på en stor bet om spelaren har ett öppet par framför sig. Andra rundan kommer då fungera precis som när beloppen är dubblerade och tredje och fjärde rundan påverkas inte. Enligt en annan variant kan vem som helst som öppnar i andra rundan välja att öppna på en stor bet om någon har ett öppet par framför sig. Har någon redan öppnat på den lägre nivån är det dock för sent, då måste rundan slutföras med denna limit.